# Бенедикт I
Бенедикт I е римски папа от 2 юни 575 г. до 30 юли 579 г.
Сведенията за живота му са оскъдни.
Бенедикт I е избран за папа след смъртта на Йоан III, но встъпва в длъжност едва 11 месеца по-късно. По време на управлението му нашествията на лангобардите в Италия са последвани от години на глад и епидемии. Бенедикт I умира в Рим, докато градът е обсаден от лангобардите.
1: до 13 юли 574

2: от 26 ноември 579